# Aeroportul Shah Makhdum
Aeroportul Shah Makhdum (IATA: RJH, ICAO: VGRJ) este un aeroport din Bangladesh ce deservește zona Rajshahi. Aeroportul a fost tranzitat în 2018 de 84.000 de pasageri.
Situat la o altitudine de 17 m, aeroportul dispune de o singură pistă. Este operat de Civil Aviation Authority of Bangladesh⁠(d).